# Prelúdio
Prelúdio é geralmente entendido como uma peça introdutória de outra obra maior, tal como uma ópera ou ballet. Difere da abertura por antecipar temas da obra que antecede (normalmente, nas aberturas, os temas não se repetem no decorrer da obra).
Durante o Medievo, os alaudistas tocavam um prelúdio como forma de aquecer os dedos e preparar a tonalidade.
Os primeiros prelúdios renascentistas notáveis eram peças para órgão tocadas nas igrejas, para introduzir a música sacra, sendo que os mais antigos exemplos dessas peças de que se tem notícia são cinco breves prelúdios (então chamados praeambulum) da Tablatura de Ileborgh, de 1448.Estes foram logo seguidos por prelúdios livremente compostos  para o alaúde e outros instrumentos de cordas, num estilo extemporâneo, já que, na época, eram usadas apenas para aquecer os dedos e verificar a afinação e qualidade sonora do instrumento, como é o caso de um grupo de peças de Joan Ambrosio Dalza publicado em 1508, sob o título Tastar de corde conli soi recercar drietro (em veneziano, literalmente, "testar de cordas com os seus ricercar atrás").
Na época de J. S. Bach (1685-1750), o nome "prelúdio" era usado também para a introdução de uma fuga ou tocata. Mais tarde,  Chopin (1810 — 1849) também escreveu vários prelúdios, mas, nesse caso, trata-se de peças breves porém independentes, sem o propósito de introduzir outra obra maior. 